# Karkamış
Karkamış – miasto w Turcji, w prowincji Gaziantep. W 2014 roku liczyło 2825 mieszkańców.